# Euphyia olivogrisea
Euphyia olivogrisea là một loài bướm đêm trong họ Geometridae.